# 平間あきひこ
平間 あきひこ（他筆名：AKIHIKO HIRAMA , NUTS , Cyber Nation Network)は、日本の音楽プロデューサー。元JADOES、NUTS、Cyber Nation Networkのメンバー。父親は歴史学者の平間洋一。
作詞、作曲、編曲からプロデュース、ミュージックビデオの制作等、活動は多岐にわたる。
コロムビアソングス提携作家。

## 来歴
神奈川県横須賀市に生まれる。
6歳時にクラシック・ピアノの学習から音楽を始め、成長に従ってポップ・ミュージックに関心を抱き、高校時代にはライブハウス等でアマチュアバンド活動をおこなう。立教大学進学後に角松敏生のプロデュースするジャドーズでキーボードを担当した。1991年にジャドーズを脱退して音楽プロデューサーとなる。
NUTS（1994年）やCyber Nation Network(1997年）といった音楽ユニットとC.N.N.(1997年）のユニットでアーティスト活動をおこなう。
2007年から自らのレーベル「G-NOTE」を立ち上げ、Vlidge他複数のミュージシャンをプロデュースしている。

## 出演番組
- 「NUTS ON MUSIC」 - FM BLUE SHONAN〈FM横須賀〉（1994年〜 、MC担当）[3]

## Discography
|      | アルバム            | 在籍グループ         | ￼備考                                                      |
| ---- | ------------------- | -------------------- | ---------------------------------------------------------- |
| 1986 | IT'S FRIDAY         | JADOES               | キーボード、プログラミング                                 |
| 1987 | Free Drink          | JADOES               | キーボード、プログラミング、作曲                           |
| 1988 | a lie               | JADOES               | キーボード、プログラミング、作曲                           |
| 1989 | DUMPO               | JADOES               | プロデュース、キーボード、プログラミング、作詞、作曲、編曲 |
| 1990 | DOGORODON JHAN      | JADOES               | プロデュース、キーボード、プログラミング、作詞、作曲、編曲 |
| 1990 | LOVE INJECTION      | JADOES               | プロデュース、キーボード、プログラミング、作詞、作曲、編曲 |
| 1991 | JADOES ISLAND CLUB  | JADOES               | プロデュース、キーボード、プログラミング、作詞、作曲、編曲 |
| 1995 | Ticket to Happiness | NUTS                 | プロデュース、キーボード、プログラミング、作詞、作曲、編曲 |
| 1996 | TWO of US           | NUTS                 | プロデュース、キーボード、プログラミング、作詞、作曲、編曲 |
| 2007 | BEST 10 YEARS AFTER | CYBER NATION NETWORK | プロデュース、キーボード、プログラミング、作詞、作曲、編曲 |

主な楽曲提供、Produce作品
|      | 作品名                               | アーティスト       | ￼備考                                                      |
| ---- | ------------------------------------ | ------------------ | ---------------------------------------------------------- |
| 1991 | REPLAY                               | 忍者               | キーボード、プログラミング、作曲、編曲                     |
| 1990 | 悲しい女になっちゃうよ               | 西野妙子           | キーボード、プログラミング、作曲、編曲                     |
| 1992 | お料理行進曲（キテレツ大百科主題歌） | YUKA               | キーボード、プログラミング、作曲、編曲                     |
| 1993 | 湘南女子寮物語（劇伴）               | テレビ朝日系ドラマ | 劇伴・キーボード、プログラミング、作曲、編曲               |
| 1993 | Heat to Heart（Album）               | eye's              | キーボード、プログラミング、編曲                           |
| 1994 | Fish & Bird（Album）                 | eye's              | キーボード、プログラミング、編曲                           |
| 1997 | Truth/新しい太陽                     | 裕未瑠華           | キーボード、プログラミング、編曲                           |
| 1998 | ねっ                                 | Rookey             | プロデュース、キーボード、プログラミング、作曲、編曲       |
| 1998 | スーパードール★リカちゃん（劇伴）    | テレビ東京系アニメ | キーボード、プログラミング、作曲、編曲                     |
| 2000 | Snow                                 | chiaki             | キーボード、プログラミング、編曲                           |
| 2001 | Everybody Needs Love（Album）        | Vlidge             | キーボード、プログラミング、作曲、編曲                     |
| 2001 | LOOKIN' FOR LOVE                     | Vlidge             | キーボード、プログラミング、作曲、編曲                     |
| 2003 | Your Life?（Album）                  | Vlidge             | キーボード、プログラミング、作曲、編曲                     |
| 2004 | BIG LEAVES（Album）                  | Vlidge             | キーボード、プログラミング、作曲、編曲                     |
| 2007 | HIP POPs（Album）                    | Vlidge             | プロデュース、キーボード、プログラミング、作曲、編曲       |
| 2007 | Forever Friends                      | D-51               | キーボード、プログラミング、作詞、作曲、編曲               |
| 2006 | VIVA! MUSICA（Album）                | Sista Five         | プロデュース、キーボード、プログラミング、編曲             |
| 2008 | Dear...（Album）                     | Sista Five         | プロデュース、キーボード、プログラミング、作詞、作曲、編曲 |
| 2009 | POWER TO THE PEOPLE（Album）         | Sista Five         | プロデュース、キーボード、プログラミング、作詞、作曲、編曲 |
| 2010 | Unlimited（Album）                   | Vlidge             | プロデュース、キーボード、プログラミング、作曲、編曲       |
| 2010 | 入生（Album）                        | 多火油機団         | プロデュース、キーボード、プログラミング、編曲             |
| 2014 | monochrome（Album）                  | Vlidge             | プロデュース、キーボード、プログラミング、作詞、作曲、編曲 |
| 2015 | 犬和魂（Album）                      | 多火油機団         | プロデュース、キーボード、プログラミング、編曲             |
| 2019 | 詠歌（Album）                        | SORGENTI           | キーボード、プログラミング、編曲                           |
| 2023 | 讃歌（Album）                        | SORGENTI           | キーボード、プログラミング、編曲                           |
| 2024 | 100秒の拳王 ケンカバトルロワイアル   | 映画劇伴           | キーボード、プログラミング、作曲、編曲                     |